# LOVEマシーン
「LOVEマシーン」（ラブマシーン）は、モーニング娘。7枚目のシングル。1999年9月9日に発売された。

## 概要
前作「ふるさと」の不振を受け、プロデューサーのつんく♂が明るい曲を提供。ダンス☆マンが編曲（モーニング娘。初）を担当。それまでのモーニング娘。のイメージを一変させ、非常にポップかつコミカルな要素を含むダンスチューンの路線が定着した。つんくがギター一本で演奏し鼻歌をいれたデモテープは1993年に制作されたもの。元々シャ乱Qの没曲だったことによる。その際の仮タイトルは「まんじゅう娘」で、しかもサビで「おっぱい」と連呼するというダサイ曲であったためメンバーに猛反対され、お蔵入りとなった。このエピソードは、「アーティストの嫌うダサイ曲こそ売れる」という持論とともに語られている。
グループ初のミリオンセラー達成シングル、オリコンカラオケチャートで当時の新記録である17週連続1位を記録。現在に至るまでモーニング娘。として最大売上のシングル。「ラブマ」と略して呼ばれる場合もある。テレビ東京系列『アイドルをさがせ!』オープニングテーマ、エステティックサロン『エルセーヌ』CMソングに使用された。
後藤真希にとって初のシングル、石黒彩にとってモーニング娘。最後のシングル。
元々、1999年9月9日、9人のモーニング娘。による歌として発売予定であったため、発売日が日本において一般的なCDの発売日である水曜日ではなく木曜日になっている。しかしメンバーを2人増員して9人にする予定でオーディションを行ったところ、追加メンバーオーディションの合格者が「1人だけレベルが違いすぎる」との理由で後藤1人になったため、8人のモーニング娘。で歌うこととなった。
前述とおりオリコンチャートの集計上不利になる木曜日発売にかかわらず、モーニング娘。としては「抱いてHOLD ON ME!」以来2作目のオリコン初登場1位を獲得し、初動売上は当時のモーニング娘。史上最高記録となった。
『Memory 青春の光』以降チャート不振で、矢口真里の証言によると「次売れなかったら解散と言われていた」と、グループ存続の危機を迎えていたという中で後藤をセンターに採用する大抜擢を行い、結果としてグループは解散危機を脱した。
新曲発売イベントがよみうりランド（1999年8月29日）などで開かれた。本楽曲の次に新曲発売イベントが行われたのは2005年『色っぽい じれったい』。
ジャケットは12cm仕様、ディスクは8cm。この形式は既にハロプロのタンポポのシングル作品で1998年10月から一足早く採用。
モーニング娘。&平家みちよ妹分第3回デビューオーディション募集要項が封入。
1999年10月6日に限定発売された12インチ・シングル収録の「analog remix」は『プッチベスト 〜黄青あか〜』に収録。
別バージョンの音源を加えた12cm盤が2004年12月15日発売『モーニング娘。EARLY SINGLE BOX』に収録され、2005年3月2日には同じものがシングルとして発売された。
2007年2月、オリコンにおいて「オリコン歴代シングル“1000作目”の1位は!?」の企画が実施、本楽曲のオリコンシングルチャート第1位が、オリコンの集計が始まってから丁度700作目の第1位に当たることが明らかになった。
2013年発売アルバム『The Best!〜Updated モーニング娘。〜』では当時のメンバー（オリジナルメンバーは全員卒業・脱退済、リーダーは道重さゆみ）によるセルフカバーを収録。EDM調となり、冒頭部にサビが追加され、振付も一部変更された。
2022年6月18日にはモーニング娘。結成25周年を記念し、全国のタワーレコード限定で7インチのアナログ盤シングルがリリースされた。
2023年発売アルバム『モーニング娘。ベストセレクション 〜The 25周年〜』では2013年バージョンを基に当時のメンバー（17期メンバーの井上春華・弓桁朱琴を除く、リーダーは譜久村聖）でセルフカバーされたバージョンを収録。

## アートワーク
シングルジャケットに写っている8名の立ち位置は、以下の通り。
| ⑦飯田圭織 2005年1月30日卒業 | ⑤保田圭 2003年5月5日卒業      | ③中澤裕子 2001年4月15日卒業 | ①石黒彩 2000年1月7日卒業      |
| ⑧矢口真里 2005年4月14日脱退 | ⑥安倍なつみ 2004年1月25日卒業 | ④後藤真希 2002年9月23日卒業 | ②市井紗耶香 2000年5月21日卒業 |

これらのメンバーは右上からジグザグにグループからいなくなっており、「ラブマの法則」と呼ばれている。

## オリジナルとは異なるLOVEマシーン
様々な場面で時にはアレンジを加えてパフォーマンスされたりすることがある。
- 通常本作を歌うときは、オーバー状の衣装を着るが、1999年12月19日に放送された、『オールスター忠臣蔵まつり』に出演したときは和服を着て歌った。
- 2000年4月23日の美浜五木ひろしマラソンでは中澤裕子と保田圭の2人でこの曲を披露している。
- 2000年8月に放送された『24時間テレビ23 「愛は地球を救う」』では「日本手話バージョン」が披露された。
- 2002年春の市井紗耶香 in CUBIC-CROSSのツアーではこの曲がセットリストに入っていた。
- 2003年9月4日に死去した福田一郎を送る会ではハロー!プロジェクトに在籍する卒業生を含めたモーニング娘。全員でこの曲を歌った。
- 2003年10月4日放送のめちゃ×2イケてるッ!の企画「私立岡村女子高等学校。」の「岡女体育祭」では競技終了後にハロー!プロジェクト・キッズのメンバー全員が岡女中等部としてこの曲を披露した。
- 2003年12月29日放送の『SMAP×SMAP』ではSMAPとのコラボによるモーニング娘。メドレーの1曲として、歌詞の一部「あんたもあたしも」を「SMAP5人も」に変えて歌った。
- 2005年7月のハロー!プロジェクトのコンサートでは矢口真里を除くハロー!プロジェクトに在籍するモーニング娘。の卒業メンバーによってこの曲が歌われた。
- 2005年7月31日のよみうりテレビ主催の天保山10デイズわくわく宝島イベントでは「中澤裕子&後藤真希と“LOVEマシーンを一緒に歌おう”」なるイベントが実施され、中澤・後藤がオーディションによって一般から選ばれたメンバーと一緒にステージ上で歌った。
- 『第56回NHK紅白歌合戦』アンケート「スキウタ」投票にて総合では第4位、紅組（女性）では第1位を獲得し、ハロー!プロジェクトに在籍する卒業したメンバーを含めた19人のメンバーでこの曲を披露した。卒業メンバー9人が一番の歌詞を歌った後、現メンバー10人が二番の歌詞を歌い、最後に19人全員で歌う形をとった。この時のアーチスト名の表記は公式には「モーニング娘。」であったが、一部のマスコミでは「ドリームチーム」あるいは「スペシャルモーニング娘。」等と呼ばれていた。なお、この19人という人数は『NHK紅白歌合戦』に出場したグループの人数としては当時の最大人数であった（ただし、正確にはDEF.DIVA名義で出場した安倍なつみ・後藤真希・石川梨華を除いた6人の卒業メンバーはサポート扱いであり、出場歌手ではない）。
- NTTコミュニケーションズのCMで吹石一恵がこの曲の替え歌を歌った。
- 埼玉県の民放FM局、NACK5では、衆議院議員選挙や参議院議員選挙、埼玉県知事選挙などの選挙推進キャンペーンソングをこの曲の歌詞の一部を変えて放送している（レコード会社や所属事務所などの了解を得て放送している）。
- 2009年7月26日放送の『FNS26時間テレビ』では三輪車レースに「TEAMヘキサゴン」として出場した矢口を応援するため現メンバー9人（高橋、新垣、道重ほか）にOG6人（中澤・保田・吉澤・辻・小川・紺野）を加えた15人で披露した。TEAMヘキサゴンには庄司智春（品川庄司）もメンバーのひとりとして出場しており、庄司と入籍したばかりの藤本美貴もライブには加わっていなかったもののピットで応援していた。
- 同年10月31日に開催された『ヘキサゴンファミリーコンサート クイズ！ヘキサゴンII ヒットパレード2009』ではヘキサゴンファミリーの女性メンバー11人（+藤本敏史[16]（FUJIWARA））が集まったスペシャルユニット「女祭り」でこの曲を披露した。メインボーカルは矢口・辻と里田まい（カントリー娘。）の3人。藤本は踊る以外は曲の出だしのところに雄叫びを上げたり、途中で合いの手を入れるなどほぼちょい役だった。
- 2011年にtoto BIGのCMで森三中が替え歌を披露した。
- 2012年3月3日に横浜BLITZで行われた「ポケモー。Presents 矢島舞美＆鈴木愛理 アコースティックライブ」では本曲がバナナラマのVenusに挿入される形で披露された。ただし発売されているDVDには当該部分は収録されていない。
- 2014年にアサヒ飲料の『十六茶』のCMで新垣結衣が替え歌を披露した。
- 2015年12月16日放送の『2015 FNS歌謡祭 THE LIVE』ではAKB48とのコラボによるパフォーマンスとして、歌詞の一部「あんたもあたしも」を「AKBも」に変えて歌った。
- 2016年2月から放送されている関西電力のテレビCM「はぴeみる電」では、冒頭の歌詞を「はぴeみる電」に関する内容に替えたバージョンを、お母さん役のクマのぬいぐるみに歌わせている（歌手名は不明）。
- 2020年9月からジョンソン・エンド・ジョンソンのリステリンのTVCMをオリジナル歌詞で放送している。

## 収録曲
全作詞・作曲：つんく
8cm盤
1. LOVEマシーン
編曲：ダンス☆マン
2. 21世紀
編曲：鈴木俊介、ストリングアレンジ：村山達哉
3. LOVEマシーン (Instrumental)

12cm盤
1. LOVEマシーン
2. 21世紀
3. LOVEマシーン (Instrumental)
4. LOVEマシーン (Early Unision Version)
メンバーによるユニゾンの歌唱であり、矢口による「ラブマシーン」のフェイクの位置も異なっている。

12インチ・シングル盤（1999年10月6日リリース）
- A-Side

1. LOVEマシーン
2. LOVEマシーン (Instrumental)

- B-Side

1. LOVEマシーン (analog remix)
2. LOVEマシーン (analog remix Instrumental)
クラブのフロア向け仕様のインストゥルメンタルトラックとなっており、通常のカラオケとして使うには少々難があるバージョンである。
3. シークレットトラック

7インチ・シングル盤（2022年6月18日タワーレコード限定リリース）
- A-Side

1. LOVEマシーン

- B-Side

1. 21世紀

## 参加メンバー
- 1期：中澤裕子、石黒彩、飯田圭織、安倍なつみ
- 2期：保田圭、矢口真里、市井紗耶香
- 3期：後藤真希

## 参加ミュージシャン
- ダンス☆マン&THE BAND☆MAN (1)
  - HYU HYU - ドラム
  - TOCA - ベース
  - JUMP MAN - ギター
  - BOMB - ギター
  - WATA-BOO - キーボード
  - STAGE CHAKKA MAN - パーカッション、雄叫び
  - D.J.ICHIRO - ターンテーブル
  - ダンス☆マン - Yoo Yoo
- つんく - コーラス(1)

## 収録アルバム
- 3rd -LOVEパラダイス-
- ベスト! モーニング娘。1
- モーニング娘。 ALL SINGLES COMPLETE 〜10th ANNIVERSARY〜
- The Best!〜Updated モーニング娘。〜（updated）
- モーニング娘。ベストセレクション 〜The 25周年〜（updated 23 Ver.）

## 受賞
- 1999年12月31日 第41回日本レコード大賞「優秀作品賞」・「作曲賞」
- 2000年3月15日 第14回日本ゴールドディスク大賞「ソング・オブ・ザ・イヤー」
- 2000年度 JASRAC賞・銅賞

## カバー
- 桑田佳祐 - 2000年に行われたライブ「Act Against AIDS '00 桑田佳祐が選ぶ20世紀ベストソング」でカバー。
- Debbie Ffrench - 2001年12月19日発売のトリビュートアルバム『カバー・モーニング娘。!』に収録。
- スコット・マーフィー - 2008年発売のアルバム『Guilty Pleasures 3』に収録。
- AFTERSCHOOL - 2009年に韓国語版でカバー。曲名は、「Dream Girl」となっている。
- RIKI - 2009年発売のアルバム『全国制覇』に収録。歌詞を変えた「LOVEマシーン〜RIKIバージョン〜」となっている。
- 神代マヤ（日笠陽子） - 2007年9月22日発売のBD / DVD『世紀末オカルト学院』Volume.1 特典CDに収録。
- 笹塚エクソシスターズ[メンバー 1] - 2007年9月から11月にかけて発売のBD / DVD『世紀末オカルト学院』 Volume.1 - 3連動購入特典CDに収録。
- BUNNY THE PARTY feat.AGC38[メンバー 2] - 2011年発売のアルバム『メロコア女子流』に収録。
- ジャネット・ケイ - 2012年発売のアルバム『アイドルKAY』に収録。高橋愛がゲストボーカリストとして参加しているバージョンと「Soft Punk Mix」バージョンが収録されている。
- ギルド - 2015年1月1日発売のカヴァーシングル『LOVEマシーン』に収録。
- 桃山みらい（林鼓子） & 紫藤める（森嶋優花） - アーケードゲーム『キラッとプリ☆チャン』収録曲。2019年9月14日発売のアルバム『GAME Pri☆chan Music Collection vol.2』に収録。
- こぶしファクトリー - 2019年10月2日発売のアルバム『辛夷第二幕』の初回生産限定盤Bの辛夷無伴奏合唱（アカペラ）集に収録。歌詞が多少異なる部分が存在する。
- 高木さん（高橋李依） - スマートフォンゲーム『からかい上手の高木さん キュンキュンレコーズ』収録曲。
- ハローキティ（林原めぐみ） - YouTube 『HELLO KITTY サンリオ オフィシャルチャンネル』にてカバー。つんく♂による直筆メッセージとともに公開された。
- デラックス×デラックス - 2024年7月30日配信開始のデジタルシングル。
- なんちゃらアイドル loves スキップカウズ - 2024年11月11日発売のトリビュートアルバム『シューティング スター』に収録。
- AKB48 - 2024年12月25日発売のカバーアルバム『なんてったってAKB48』に収録[17]。

## サンプリング
- 2013年、DD JUMP（Dancing Dolls）

## テレビドラマ化
『"青の時代"名曲ドラマシリーズ 「モーニング娘。“LOVEマシーン”」』は、2017年3月26日の22:00 - 23:00に、NHK BSプレミアムで放送された日本のテレビドラマ。モーニング娘。の「LOVEマシーン」をモチーフに1999年の歯車を生産する小さな工場が舞台で、経営不振からの再建を目指す女性社長と非正規雇用者の奮闘ストーリー。

### キャスト
- 満島龍平：若葉竜也
- 愛沢知恵：ともさかりえ
- 工員：矢口真里（モーニング娘。OG）
- 工員：保田圭（モーニング娘。OG）
- 錦野弘太郎：鶴見辰吾
- 迫田：井之脇海
- 平山祐介、山本龍二 他